# Stenophrixothrix pallens
Stenophrixothrix pallens är en skalbaggsart som först beskrevs av Berg 1885.  Stenophrixothrix pallens ingår i släktet Stenophrixothrix och familjen Phengodidae. Inga underarter finns listade i Catalogue of Life.